# سبک‌وزن (هنرهای رزمی ترکیبی)
سبک‌وزن (انگلیسی: Lightweight) از دسته‌های وزنی در مسابقات هنرهای رزمی ترکیبی است، که ورزشکاران بین ۱۴۵ تا ۱۵۵ پوند (۶۵٫۸ تا ۷۰٫۳ کیلوگرم) را در بر می‌گیرد. دسته سبک‌وزن، سنگین‌تر از پروزن و سبک‌تر از ولتروزن می‌باشد. در مسابقات حرفه‌ای هنرهای رزمی ترکیبی مانند سازمان یواف‌سی، اغلب شاخه سبک‌وزن، چهارمین دسته وزنی از ورزشکاران را تشکیل می‌دهد.